# Winifred C. Stanley

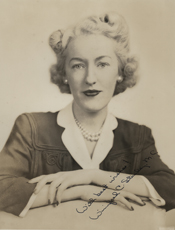
Winifred C. Stanley

Winifred Claire Stanley  (* 14. August 1909 in New York City; † 29. Februar 1996 in Kenmore, New York) war eine US-amerikanische Politikerin. Zwischen 1943 und 1945 vertrat sie den Bundesstaat New York im US-Repräsentantenhaus.

## Werdegang
Winifred Stanley besuchte die öffentlichen Schulen ihrer Heimatstadt New York und in Buffalo. Im Jahr 1930 absolvierte sie die University of Buffalo. Nach einem anschließenden Jurastudium an derselben Universität und ihrer 1933 erfolgten Zulassung als Rechtsanwältin begann sie in Buffalo in diesem Beruf zu arbeiten. Zwischen 1938 und 1942 war sie stellvertretende Bezirksstaatsanwältin im Erie County. Gleichzeitig schlug sie als Mitglied der Republikanischen Partei eine politische Laufbahn ein.
Bei den Kongresswahlen des Jahres 1942 wurde Stanley in einem staatsweiten Wahlbezirk von New York in das US-Repräsentantenhaus in Washington, D.C. gewählt, wo sie am 3. Januar 1943 ihr neues Mandat antrat. Da sie im Jahr 1944 auf eine weitere Kandidatur verzichtete, konnte sie bis zum 3. Januar 1945 nur eine Legislaturperiode im Kongress absolvieren. Diese war von den Ereignissen des Zweiten Weltkrieges geprägt.
Zwischen 1945 und 1955 war sie Beraterin der Rentenverwaltung des Staates New York. Danach arbeitete sie zwischen 1955 und 1979 als Assistant Attorney General für das Justizministerium ihres Heimatstaates (New York State Law Department). Winifred Stanley starb am 29. Februar 1996 in Kenmore und wurde in Tonawanda beigesetzt.